# 음악제

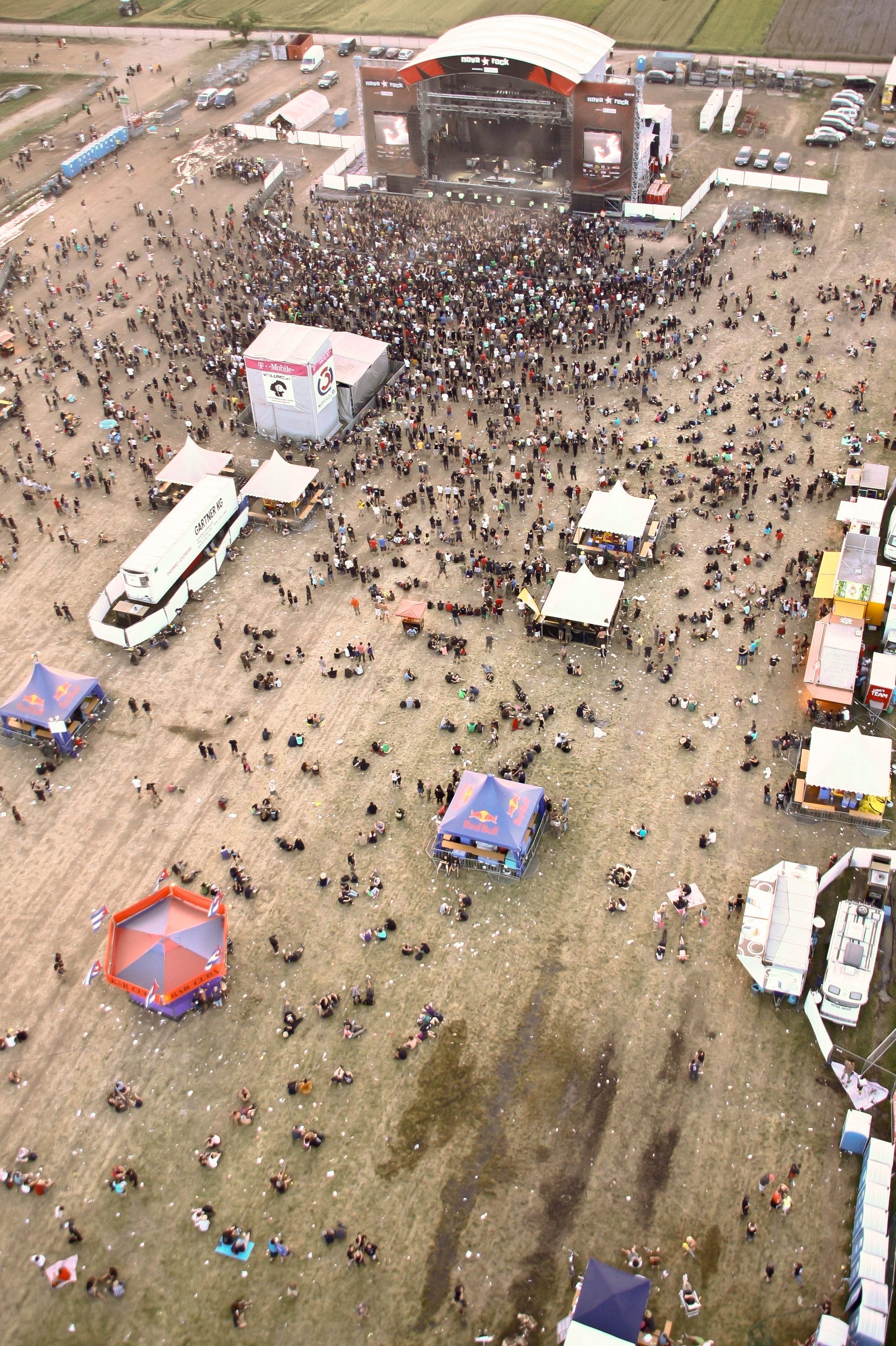
오스트리아의 음악제

음악제(音樂祭, music festival)는 음악에 관한 축제로, 저명한 작곡가의 음악을 연주하기도 한다. 클래식 축제, 록 페스티벌, 재즈 축제 등이 있다.

## 같이 보기
- 록 페스티벌